# A Certain Ratio
A Certain Ratio är en brittisk postpunkgrupp bildad 1977 i Manchester av Simon Topping (sång), Jeremy "Jez" Kerr (basgitarr), Peter Terrell (gitarr) och Martin Moscrop (gitarr, trumpet). Senare utökades den med Donald Johnson (trummor) och Martha Tilson (sång).
Gruppen fick skivkontrakt med Factory Records och gav 1979 ut debutsingeln All Night Party / The Thin Boys samt spelade in albumet The Graveyard and the Ballroom som året därpå utgavs som kassettband. Gruppens tidiga punk- och industrirock-stil utvecklades till ett mer dansorienterat och funkinspirerat sound, vilket karakteriserades av den andra singeln Schack Up som gavs ut 1980. Gruppens egentliga debutalbum To Each... producerat av gruppen och Martin Hannett utkom 1981. Det följdes av Sextet och I'd Like To See You Again (båda 1982) som utvecklade gruppens sound vidare med influenser från latinmusik och jazz. Sångerskan Tilson lämnade gruppen 1982 och Topping året därpå och Kerr och Johnson tog över som sångare. Andy Connell (keyboards) ersatte Terrell 1982, men lämnade gruppen tre år senare för att bilda Swing Out Sister.
Frustrerade över utebliven kommersiell framgång lämnade gruppen Factory Records efter albumet Force (1986) och fick senare skivkontrakt med A&M Records. Men både albumen Good Together (1989) och ACR:MCR (1990) sålde dåligt och gruppen gick i stället till Rob's Records, ägd av New Orders manager Rob Gretton, som gav ut Up In Downsville (1992) och Change the Station (1996). Creation Records tog senare över gruppens utgivning och återutgav deras album samt remixalbumet Looking for A Certain Ratio. Under 2000-talet återutgavs mycket av gruppens produktion igen, men 2008 återkom ACR med sitt tionde studioalbum Mind Made Up.
Från 2016 började Mute Records återutge material av bandet och 2018 släpptes acr:set, ett samlingsalbum som innehöll mestadels gamla låtar men också två nya låtar, varav en, "Dirty Boy", var ett samarbete med Barry Adamson från Magazine.
I september 2020 släppte bandet genom Mute albumet ACR Loco, vilket var deras först album med fokus på nytt material på 12 år. Detta följdes av släppet av tre EP-skivor och ett remixalbum, Loco Remezclada, år 2021. 
Den 31 mars 2023 släppte gruppen albumet 1982.

## Diskografi
Studioalbum
- The Graveyard and the Ballroom (December 1979) – Factory Records FACT 16 [Kassett]
- To Each... (1981) – FACT 35
- Sextet (1982) – FACT 55
- I'd Like To See You Again (1982) – FACT 65
- Force (1986) – FACT 166
- Good Together (1989) – A&M Records ACR 550
- acr:mcr (1990) – A&M 397 057-2
- Up In Downsville (1992) – ROB20
- Change The Station (1997) – ROB50
- Mind Made Up (2008)
- ACR Loco (2020)
- 1982 (2023)

Livealbum
- A Certain Ratio Live in America (1985)
- Live in Groningen (2005)

Remixalbum
- Looking for A Certain Ratio (1994) – CRE159B
- Loco Remezclada (2021)

Samlingsalbum
- The Double 12" (1981)
- The Old and the New (1986) (singelsamling, 1986) – FACT 135
- Early (2002)
- B-Sides, Sessions & Rarities (2002)
- ACR:Perc (2016)
- acr:set (2018)
- ACR:Box (2019)

EP
- Greetings Four (1987)
- Four for the Floor (1990)
- Soundstation Volume 1 (1996)
- Soundstation Volume 2 (1997)
- Fila Brazillia Versus A Certain Ratio (2003)
- Dirty Boy & Shack Up Remixed (2019)
- ACR:EPA (2021)
- ACR:EPC (2021)
- ACR:EPR (2021)

Singlar
- "All Night Party" (1979)
- "Shack Up" (1980)
- "Flight" (1980)
- "Do the Du (Casse)"/"Shack Up" (1981)
- "Waterline" (1981)
- "Abracadubra" (1982)
- "Guess Who?" (1982)
- "Knife Slits Water" (1982)
- "I Need Someone Tonite" (1983)
- "Life's a Scream" (1984)
- "Brazilia" (1984)
- "Wild Party" (1985)
- "Mickey Way (The Candy Bar)" (1986)
- "Bootsy" (1987)
- "The Big E (I Won't Stop Loving You)" (1989)
- "Backs to the Wall" (1989)
- "Your Blue Eyes" (1989)
- "Good Together" (1990)
- "Won't Stop Loving You" (1990)
- "Loosen Up Your Mind" (1991)
- "Twenty Seven Forever" (1991)
- "Mello" (1992)
- "Turn Me On" (1993)
- "Tekno" (1993)
- "Dirty Boy" (med Barry Adamson) (2018)
- "Make It Happen" (2018)
- "W.S.L.U." (2019)
- "Houses in Motion" (2019)
- "Friends Around Us" (2020)
- "Always in Love" (2020)
- "Yo Yo Gi" (2020)
- "Berlin" (2020)
- "YoYoGrip" (med Jacknife Lee och Maria Uzor) (2020)